# Cambridge Footlights
 (février 2024).
Si vous disposez d'ouvrages ou d'articles de référence ou si vous connaissez des sites web de qualité traitant du thème abordé ici, merci de compléter l'article en donnant les références utiles à sa vérifiabilité et en les liant à la section « Notes et références ».

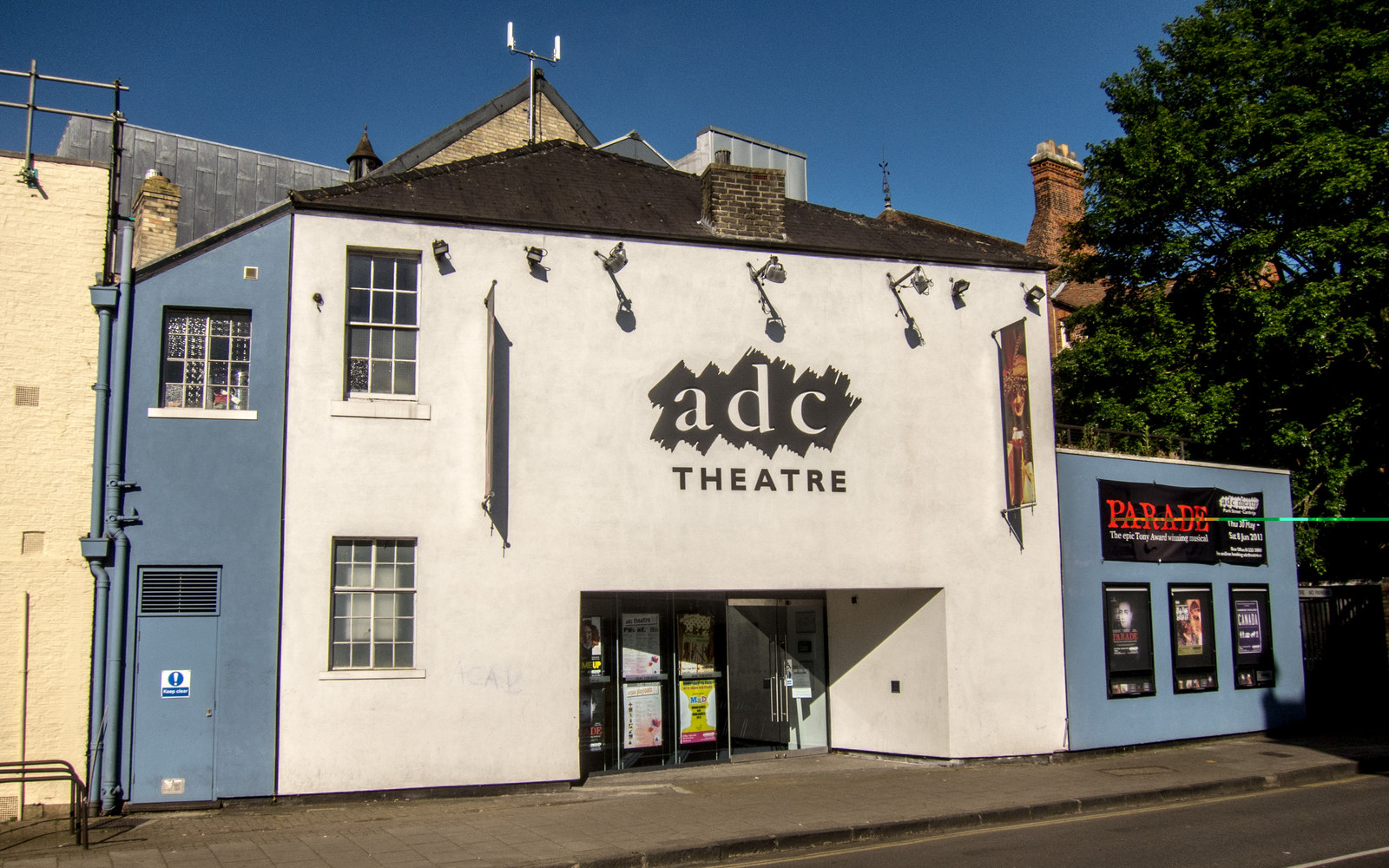
Le théâtre ADC, siège des Footlights.

Le Cambridge University Footlights Dramatic Club, nommé couramment Footlights est un club de théâtre amateur fondé en 1883 et dirigé par des étudiants de l'université de Cambridge en Angleterre.

## Membres célèbres
| Nom                    | Date de naissance | Date de mort | Profession |
| ---------------------- | ----------------- | ------------ | --- |
| Douglas Adams          | 1952              | 2001         | écrivain, auteur de Le Guide du voyageur galactique                                                           |
| Clive Anderson         | 1952              | —            | acteur comique, présentateur de télévision et scénariste                                                      |
| Richard Ayoade         | 1977              | —            | acteur comique, réalisateur et scénariste                                                                     |
| David Baddiel          | 1964              | —            | écrivain et présentateur de télévision                                                                        |
| Sir Cecil Beaton       | 1904              | 1980         | photographe, décorateur et costumier                                                                          |
| Leslie Bricusse        | 1931              | —            | parolier et compositeur                                                                                       |
| Eleanor Bron           | 1938              | —            | actrice |
| Graham Chapman         | 1941              | 1989         | acteur comique et scénariste, membre de la troupe des Monty Python                                            |
| John Cleese            | 1939              | —            | acteur comique et scénariste, membre de la troupe des Monty Python                                            |
| Olivia Colman          | 1974              | —            | actrice |
| Peter Cook             | 1937              | 1995         | acteur comique                                                                                                |
| Hugh Dennis            | 1962              | —            | acteur et auteur comique                                                                                      |
| Julian Fellowes        | 1949              | —            | romancier, acteur, scénariste et producteur                                                                   |
| Michael Frayn          | 1933              | —            | dramaturge et romancier                                                                                       |
| Stephen Fry            | 1957              | —            | acteur, écrivain et présentateur, membre du duo comique Fry and Laurie                                        |
| Germaine Greer         | 1939              | —            | écrivain et scénariste                                                                                        |
| Tom Hollander          | 1967              | —            | acteur |
| Jack Hulbert           | 1892              | 1978         | acteur, scénariste et réalisateur                                                                             |
| Sir Nicholas Hytner    | 1956              | —            | réalisateur et producteur                                                                                     |
| Eric Idle              | 1943              | —            | acteur comique et scénariste, membre de la troupe des Monty Python                                            |
| Clive James            | 1939              | 2019         | auteur, poète, critique et essayiste                                                                          |
| Peter Jeffrey          | 1929              | 1999         | acteur |
| Griff Rhys Jones       | 1953              | —            | acteur et écrivain comique, membre du duo Smith and Jones                                                     |
| Hugh Laurie            | 1959              | —            | acteur, écrivain et musicien, membre du duo comique Fry and Laurie, interprète de Gregory House dans Dr House |
| Jonathan Lynn          | 1943              | —            | acteur, scénariste, réalisateur et producteur                                                                 |
| Miriam Margolyes       | 1941              | —            | actrice |
| Simon McBurney         | 1957              | —            | acteur, scénariste et réalisateur                                                                             |
| Ben Miller             | 1966              | —            | humoriste, acteur et réalisateur                                                                              |
| Sir Jonathan Miller    | 1934              | —            | réalisateur                                                                                                   |
| David Mitchell         | 1974              | —            | acteur, auteur et présentateur, membre du duo comique Mitchell and Webb                                       |
| Sir Trevor Nunn        | 1940              | —            | réalisateur et producteur                                                                                     |
| Sue Perkins            | 1969              | —            | actrice comique, auteur et présentatrice                                                                      |
| Blake Ritson           | 1978              | —            | acteur |
| Salman Rushdie         | 1947              | —            | écrivain, auteur des Versets Sataniques                                                                       |
| Sir Peter Shaffer      | 1926              | —            | écrivain, dramaturge et scénariste                                                                            |
| Charles Shaughnessy    | 1955              | —            | acteur |
| John Shrapnel          | 1942              | —            | acteur |
| Michael Marshall Smith | 1965              | —            | écrivain |
| Dan Stevens            | 1982              | —            | acteur |
| Emma Thompson          | 1959              | —            | actrice et scénariste                                                                                         |
| Nicola Walker          | 1970              | —            | actrice |
| Robert Webb            | 1972              | —            | acteur et auteur, membre du duo comique Mitchell and Webb                                                     |
| Sophie Winkleman       | 1980              | —            | actrice |
| Richard Wordsworth     | 1915              | 1993         | acteur |